# Упаль
Упаль (нім. Upahl) — громада в Німеччині, розташована в землі Мекленбург-Передня Померанія. Входить до складу району Північно-Західний Мекленбург. Складова частина об'єднання громад Грефесмюлен-Ланд.
Площа — 28,24 км2. Населення становить 1609 ос. (станом на 31 грудня 2020).